# NGC 882
 NGC 882 ist eine Linsenförmige Galaxie vom Hubble-Typ S0 im Sternbild Widder auf der Ekliptik. Sie ist schätzungsweise 180 Millionen Lichtjahre von der Milchstraße entfernt und hat einen Durchmesser von etwa 65.000 Lichtjahren.

Im selben Himmelsareal befindet sich die Galaxie IC 1794.
Das Objekt wurde am wurde am 11. Januar 1831 vom britischen Astronomen John Herschel entdeckt.